# NGC 4347
NGC 4347 est une étoile située dans la constellation de la Vierge. L'astronome américain Christian Peters a enregistré la position de cette étoile 5 mai 1881.